# Micropanchax pfaffi
Micropanchax pfaffi es una especie de pez de la familia de los pecílidos en el orden de los ciprinodontiformes.

## Morfología
Los machos pueden alcanzar los 3,5 cm de longitud total.

## Distribución geográfica
Se encuentran en África: Sudán, Níger, Guinea, Costa de Marfil, Ghana, Burkina Faso, Camerún, Egipto y la República Centroafricana.